# 阿尔弗雷德·普罗布斯特
阿尔弗雷德·普罗布斯特（德語：Alfred Probst，1894年—1958年4月），瑞士男子赛艇运动员。他曾代表瑞士参加1924年夏季奥林匹克运动会赛艇比赛，获得一枚金牌和一枚铜牌。